# 星野なつ

星野 なつ（ほしの なつ、1987年3月21日 - ）は、日本のAV女優。
秋田県出身。身長160、B83（Fカップ）、W58、H83。

## 略歴
- 2005年AVデビュー。

## 作品

### アダルトビデオ
2005年
- レズ関係にある巨乳家庭教師と女子校生にムラムラして無理矢理犯しちゃう（12月21日、ヒビノ）

2006年
- 近親強姦3 私、お兄ちゃんにおしおきされて犯されちゃいました（1月13日、隼エージェンシー）
- レイプ現場5 オマ○コをメチャクチャにされた6人の女子校生（1月13日、隼エージェンシー）
- ヤンキー娘リンチ上等（1月18日、グローリークエスト）
- 僕が女子○○部の監督になった! 女子水泳部編（2月10日、V&Rプロダクツ）
- レイプ現場6 監禁されて犯された6人のギャル（2月10日、隼エージェンシー）
- 愛しのフェラチーオ2 16人のザーメン中毒（2月10日、隼エージェンシー）
- こだわりの手コキ 40人のハンドメイド（2月10日、隼エージェンシー）
- トリプル巨乳痴女DX（3月1日、MOODYZ）
- ザ・筆おろし 35（3月3日、クリスタル映像）
- 家庭教師はガマンできない 21（3月8日、クリスタル映像）
- 超インラン願望2 私のお口とマ○コにいっぱいチ○コを入れてください（3月10日、隼エージェンシー）
- 極上4時間 手淫&舌淫SP3 怒涛の50連発+バイブ攻め発射10連発（3月10日、隼エージェンシー）
- 巨乳OL健康診断（3月19日、クロス）
- 巨乳中出し240 10（4月10日、隼エージェンシー）
- 妹に萌えろ! 星野なつ（5月1日、ワンズファクトリー）
- 5Pができる超高級クラブ 2（5月18日、アイエナジー）
- 洪水警報 びっちょまん（6月23日、クリスタル映像）
- 巨乳マゾ愛奴（5月23日、アヴァ）
- こだわりの手コキ 4時間SP 40人のハンドメイド（7月10日、隼エージェンシー）
- アナルピラミッド（7月19日、クロス）
- ONLY☆FUCK 8（7月30日、ゴリラプロジェクト）
- ボイン痴女（8月1日、ワンズファクトリー）
- 女子校生レイプ4 犯されまくる12人の女子校生（8月10日、隼エージェンシー）
- オナニスト 第14章（8月10日、隼エージェンシー）
- やっぱ!3Pでしょ 3PがしたくてAVに出演した素人ギャルたち（10月10日、隼エージェンシー）
- 巨乳制服 車内姦禁（10月27日、笠倉出版社）
- ザ・面接 VOL.88 ホントは恐い女の底無し（12月11日、アテナ映像）
- 巨乳娘がイク!（12月15日、激弾カーニバル）

2007年
- 乳首いぢりウォッチング II（1月13日、激弾カーニバル）
- 感じる女の表情と腋の下 2（1月13日、激弾カーニバル）
- 緊縛強制フェラ 10（1月25日、ディーケー・プロダクション）
- 近親レイプ4時間（2月10日、隼エージェンシー）
- 巨乳拘束×FUCK（2月23日、笠倉出版社）
- くい込みウォッチング（3月13日、激弾カーニバル）
- 緊縛放置 8（5月25日、ディーケー・プロダクション）